# Yasen Petrov
Pour les articles homonymes, voir Petrov.
Yasen Petrov Petrov (en bulgare : Ясен Петров Петров), né le 23 juin 1968 à Plovdiv en Bulgarie, est un footballeur international bulgare, devenu entraîneur à l'issue de sa carrière, qui évoluait au poste de milieu offensif.

## Biographie

### Carrière de joueur
Yasen Petrov dispute trois matchs en Coupe des coupes, et deux matchs en Coupe de l'UEFA, pour un but inscrit,. Il inscrit son seul but en Coupe de l'UEFA le 30 septembre 1992, lors d'un match contre Fenerbahçe SK comptant pour le premier tour préliminaire de cette compétition.

### Carrière internationale
Yasen Petrov compte trois sélections avec l'équipe de Bulgarie en 1993.
Il est convoqué pour la première fois en équipe de Bulgarie par le sélectionneur national Dimitar Penev, pour un match amical contre la Tunisie le 10 janvier 1993. Il commence la rencontre comme titulaire, et sort du terrain à la 46e minute de jeu, en étant remplacé par Kiril Metkov. Le match se solde par une défaite 3-0 des Bulgares. 
Il reçoit sa dernière sélection le 20 février 1993 en amical contre les Émirats arabes unis. Le match se solde par une victoire 3-1 des Bulgares.

### Carrière d'entraîneur
Le 20 mai 2010, Yasen Petrov est intronisé comme nouvel entraîneur du Levski Sofia. À la suite d'une série de bons matchs, Levski se qualifie pour la phase de poule de la Ligue Europa, après avoir éliminé le Dundalk FC, le Kalmar FF et l'AIK Fotboll. Levski figure dans le Groupe C, en compagnie du KAA La Gantoise, du LOSC Lille et du Sporting CP. Au bout du compte, Levski se classe dernier du groupe avec 7 points. À la fin de la saison, Levski termine 2e du championnat.

## Palmarès
- Avec le Levski Sofia
  - Vainqueur de la Coupe de Bulgarie en 1992

- Avec le Lokomotiv Sofia
  - Vainqueur de la Coupe de Bulgarie en 1995

- Avec le Wuhan Yaqi
  - Champion de Chine de D2 en 1997